# آي أو إس 17
آي أو إس 17 (بالإنجليزية: iOS 17)‏ هو الإصدار الرئيسي السابع عشر لنظام التشغيل آي أو إس من أبل لجهاز آيفون وخليفة لنظام آي أو إس 16.
تم الإعلان عن الإصدار في 5 يونيو 2023، خلال الكلمة الرئيسية لمؤتمر أبل العالمي للمطورين (WWDC) ؛ تم إصدار أول إصدار تجريبي للمطورين بعد ذلك مباشرة. في البداية، يمكن للمستخدمين الحصول على الإصدار التجريبي من المطور باستخدام معرف أبل فقط؛ في الإصدارات السابقة، كان مطلوبًا اشتراك مطور مدفوع.
سيتم إصدار أول إصدار تجريبي عام في يوليو 2023 وأول نسخة عامة في سبتمبر 2023.

## تطوير
تم تسمية iOS 17 داخليًا باسم Dawn. نظرًا لتركيز أبل على سماعة الرأس الجديدة للواقع المختلط، قصدت شركة أبل في البداية أن يكون نظام التشغيل iOS 17 بمثابة "إصدار ضبط" مثل Mac OS X Snow Leopard ، على الرغم من إضافة العديد من الميزات الرئيسية لاحقًا في دورة التطوير.

## وصلات خارجية
- الموقع الرسمي